# Campionati mondiali di sollevamento pesi 2019 - 96 kg maschile
Le gare di sollevamento pesi della categoria fino a 96 kg maschile — pesi mediomassimi — dei campionati mondiali del 2019 si sono svolte dal 23 al 24 settembre 2019 a Pattaya presso l'Eastern National Sports Training Center.

## Programma
L'orario indicato corrisponde a quello thailandese (UTC+07:00)
| Data              | Orario | Evento   |
| ----------------- | ------ | -------- |
| 23 settembre 2019 | 22:30  | Gruppo D |
| 24 settembre 2019 | 10:00  | Gruppo C |
| 24 settembre 2019 | 14:25  | Gruppo B |
| 24 settembre 2019 | 17:55  | Gruppo A |

## Medagliati
Per ciascun esercizio, i primi tre classificati sono i seguenti:
| Esercizio | Oro            | Oro    | Argento       | Argento | Bronzo         | Bronzo |
| --------- | -------------- | ------ | ------------- | ------- | -------------- | ------ |
| Strappo   | Anton Pliesnoi | 181 kg | Tian Tao      | 180 kg  | Jhonatan Rivas | 179 kg |
| Slancio   | Tian Tao       | 230 kg | Fares El-Bakh | 224 kg  | Ayoub Mousavi  | 214 kg |
| Totale    | Tian Tao       | 410 kg | Fares El-Bakh | 402 kg  | Anton Pliesnoi | 394 kg |

## Record
Prima di questa competizione, i record mondiali esistenti erano i seguenti:
| Record mondiale | Strappo | Sohrab Moradi | 186 kg | Aşgabat, Turkmenistan | 7 novembre 2018 |
| Record mondiale | Slancio | Tian Tao      | 231 kg | Tokyo, Giappone       | 7 luglio 2019   |
| Record mondiale | Totale  | Sohrab Moradi | 416 kg | Aşgabat, Turkmenistan | 7 novembre 2018 |

## Risultati
| Pos. | Atleta                           | Gr. | Peso atleta | Strappo (kg) | Strappo (kg) | Strappo (kg) | Strappo (kg) | Slancio (kg) | Slancio (kg) | Slancio (kg) | Slancio (kg) | Totale   |
| Pos. | Atleta                           | Gr. | Peso atleta | 1            | 2            | 3            | Pos.         | 1            | 2            | 3            | Pos.         | Totale   |
| ---- | -------------------------------- | --- | ----------- | ------------ | ------------ | ------------ | ------------ | ------------ | ------------ | ------------ | ------------ | -------- |
|      | Tian Tao (CHN)                   | A   | 95.75       | 175          | 175          | 180          |              | 218          | 225          | 230          |              | 410      |
|      | Fares El-Bakh (QAT)              | A   | 95.95       | 174          | 178          | 181          | 4            | 217          | 224          | 230          |              | 402      |
|      | Anton Pliesnoi (GEO)             | A   | 96.00       | 172          | 177          | 181          |              | 203          | 209          | 213          | 4            | 394      |
| 4    | Jhonatan Rivas (COL)             | A   | 95.35       | 175          | 179          | 182          |              | 206          | 212          | 212          | 5            | 391      |
| 5    | Ayoub Mousavi (IRI)              | A   | 96.00       | 167          | 168          | 173          | 9            | 205          | 206          | 214          |              | 382      |
| 6    | Boady Santavy (CAN)              | A   | 94.00       | 170          | 175          | 175          | 5            | 203          | 203          | 210          | 6            | 380      |
| 7    | Četag Čugaev (RUS)               | A   | 95.95       | 165          | 165          | 170          | 7            | 201          | 206          | 212          | 8            | 376      |
| 8    | Jeyson Arias (VEN)               | B   | 95.75       | 160          | 164          | 164          | 12           | 200          | 203          | 205          | 9            | 369      |
| 9    | Jang Yeon-hak (KOR)              | B   | 95.00       | 164          | 164          | 169          | 11           | 197          | 203          | 206          | 10           | 367      |
| 10   | Bekdoolot Rasulbekov (KGZ)       | A   | 95.90       | 165          | 170          | 176          | 6            | 197          | 203          | 203          | 18           | 367      |
| 11   | Ángel Luna (VEN)                 | B   | 93.90       | 161          | 168          | 168          | 17           | 203          | 203          | —            | 11           | 364      |
| 12   | Vadims Koževņikovs (LAT)         | B   | 95.85       | 153          | 158          | 161          | 24           | 201          | 206          | 210          | 7            | 364      |
| 13   | Ilya Ilin (KAZ)                  | A   | 95.75       | 165          | 168          | 171          | 8            | 195          | 200          | 200          | 20           | 363      |
| 14   | Illia Kulikov (UKR)              | B   | 94.20       | 155          | 160          | 160          | 20           | 195          | 200          | 205          | 14           | 360      |
| 15   | Jürgen Spieß (GER)               | B   | 95.80       | 155          | 160          | 163          | 19           | 190          | 195          | 200          | 15           | 360      |
| 16   | İbrahim Arat (TUR)               | A   | 95.65       | 160          | 165          | 165          | 21           | 200          | 205          | 206          | 16           | 360      |
| 17   | Chen Po-jen (TPE)                | B   | 95.55       | 160          | 165          | 170          | 10           | 193          | 198          | 200          | 21           | 358      |
| 18   | Wilmer Contreras (ECU)           | C   | 95.20       | 154          | 158          | 160          | 23           | 190          | 195          | 197          | 19           | 353      |
| 19   | Kyryl Pyrohov (UKR)              | B   | 95.85       | 162          | 167          | 167          | 14           | 185          | 191          | 195          | 24           | 353      |
| 20   | Nathan Damron (USA)              | B   | 95.95       | 155          | 160          | 161          | 28           | 190          | 197          | 202          | 17           | 352      |
| 21   | Don Opeloge (SAM)                | C   | 95.10       | 151          | 156          | 156          | 31           | 190          | 200          | 205          | 13           | 351      |
| 22   | Marco Gregório (BRA)             | C   | 91.95       | 160          | 164          | 164          | 18           | 185          | 190          | 195          | 25           | 350      |
| 23   | Łukasz Grela (POL)               | B   | 95.85       | 161          | 162          | 162          | 15           | 187          | 192          | 193          | 27           | 349      |
| 24   | Tudor Ciobanu (MDA)              | D   | 94.50       | 150          | 155          | 160          | 26           | 182          | 190          | 192          | 22           | 347      |
| 25   | Jason Bonnick (USA)              | C   | 95.60       | 152          | 157          | 157          | 25           | 183          | 183          | 190          | 26           | 347      |
| 26   | Steven Kari (PNG)                | D   | 95.95       | 135          | 145          | 155          | 33           | 185          | 196          | 200          | 12           | 345      |
| 27   | Artur Babayan (RUS)              | C   | 95.95       | 155          | 159          | 161          | 16           | 184          | 190          | 190          | 32           | 345      |
| 28   | Zaynobiddin Makhamadaminov (UZB) | C   | 95.35       | 155          | 155          | 159          | 22           | 185          | 189          | —            | 29           | 344      |
| 29   | Nailkhan Nabiyev (AZE)           | D   | 95.60       | 140          | 145          | 147          | 32           | 182          | 191          | 196          | 23           | 338      |
| 30   | Saddam Messaoui (ALG)            | C   | 93.95       | 152          | 152          | 157          | 29           | 186          | 191          | 191          | 28           | 338      |
| 31   | Israël Kaikilekofe (FRA)         | C   | 92.25       | 151          | 156          | 156          | 30           | 180          | 180          | 185          | 31           | 336      |
| 32   | Nicolae Onică (ROU)              | C   | 95.90       | 145          | 155          | 155          | 34           | 185          | 185          | 190          | 30           | 330      |
| 33   | Edmon Avetisyan (GBR)            | D   | 96.00       | 143          | 147          | 147          | 36           | 180          | 185          | 185          | 33           | 323      |
| 34   | Luis Lamenza (PUR)               | D   | 95.60       | 143          | 148          | 148          | 35           | 175          | 181          | 182          | 34           | 318      |
| 35   | Keven Morales (PUR)              | D   | 95.55       | 132          | 136          | 138          | 38           | 170          | 175          | 175          | 35           | 302      |
| 36   | John Cheah (SGP)                 | D   | 94.55       | 130          | 133          | 136          | 37           | 162          | 165          | 165          | 36           | 295      |
| —    | Serafim Veli (BRA)               | C   | 95.30       | 163          | 168          | —            | 13           | —            | —            | —            | —            | —        |
| —    | Izzatbek Meredow (TKM)           | C   | 95.85       | 155          | 155          | 159          | 27           | 185          | 185          | 185          | —            | —        |
| —    | Kianoush Rostami (IRI)           | A   | 95.65       | 180          | 180          | 180          | —            | —            | —            | —            | —            | —        |
| —    | Žygimantas Stanulis (LTU)        | D   | ritirato    | ritirato     | ritirato     | ritirato     | ritirato     | ritirato     | ritirato     | ritirato     | ritirato     | ritirato |
| —    | Mario Martinez Castillo (PAN)    | D   | ritirato    | ritirato     | ritirato     | ritirato     | ritirato     | ritirato     | ritirato     | ritirato     | ritirato     | ritirato |